# 汤善健
汤善健 ，复旦大学数学科学学院教授、数学金融研究所所长，主要从事随机偏微分方程和金融数学等方面的研究工作。入选中华人民共和国教育部第七批"长江学者"特聘教授，曾获得中国国家自然科学奖二等奖等奖项。